# Бернадотт (тауншип, Миннесота)
Бернадотт (англ. Bernadotte) — тауншип в округе Николлет, Миннесота, США. На 2000 год его население составило 346 человек.

## География
По данным Бюро переписи населения США площадь тауншипа составляет 93,1 км², из которых 93,1 км² занимает суша, водоёмов нет.

## Демография
По данным переписи населения 2000 года здесь находились 346 человек, 110 домохозяйств и 91 семья.  Плотность населения —  3,7 чел./км².  На территории тауншипа расположено 114 построек со средней плотностью 1,2 построек на один квадратный километр. Расовый состав населения: 98,55 % белых и 1,45 % приходится на две или более других рас. Испанцы или латиноамериканцы любой расы составляли 0,29 % от популяции тауншипа.
Из 110 домохозяйств в 47,3 % воспитывались дети до 18 лет, в 80,0 % проживали супружеские пары, в 1,8 % проживали незамужние женщины и в 16,4 % домохозяйств проживали несемейные люди. 16,4 % домохозяйств состояли из одного человека, при том 5,5 % из — одиноких пожилых людей старше 65 лет. Средний размер домохозяйства — 3,15, а семьи — 3,55 человека.
37,0 % населения младше 18 лет, 3,8 % в возрасте от 18 до 24 лет, 29,2 % от 25 до 44, 20,2 % от 45 до 64 и 9,8 % старше 65 лет. Средний возраст — 34 года. На каждые 100 женщин приходилось 112,3 мужчин.  На каждые 100 женщин старше 18 приходилось 111,7 мужчин.
Средний годовой доход домохозяйства составлял 43 333 доллара, а средний годовой доход семьи —  43 750 долларов. Средний доход мужчин —  27 411  долларов, в то время как у женщин — 23 750. Доход на душу населения составил 15 233 доллара. За чертой бедности находились 7,1 % семей и 6,0 % всего населения тауншипа, из которых 3,0 % младше 18 и 16,1 % старше 65 лет.